# 托伦老城市政厅

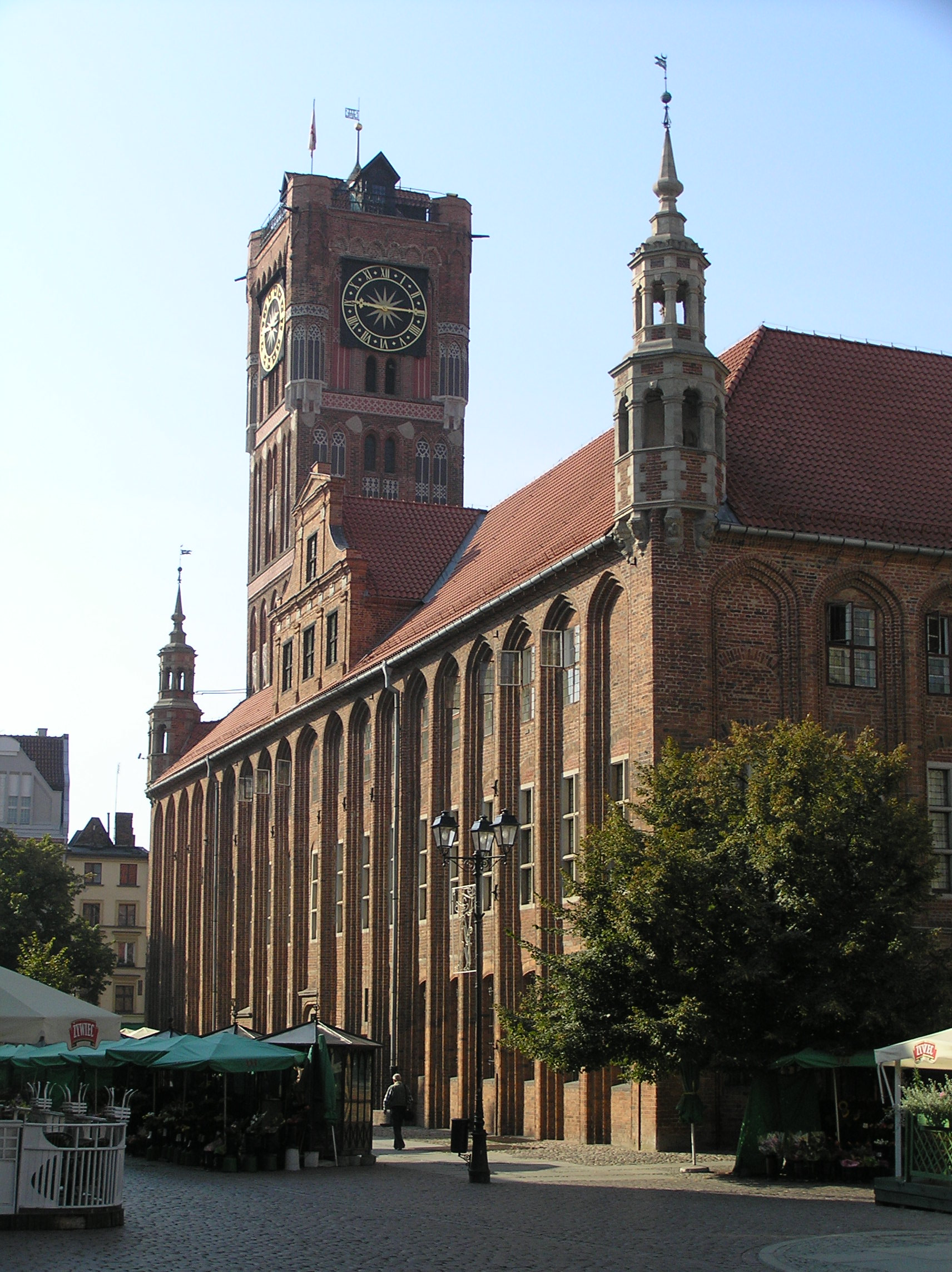

地图

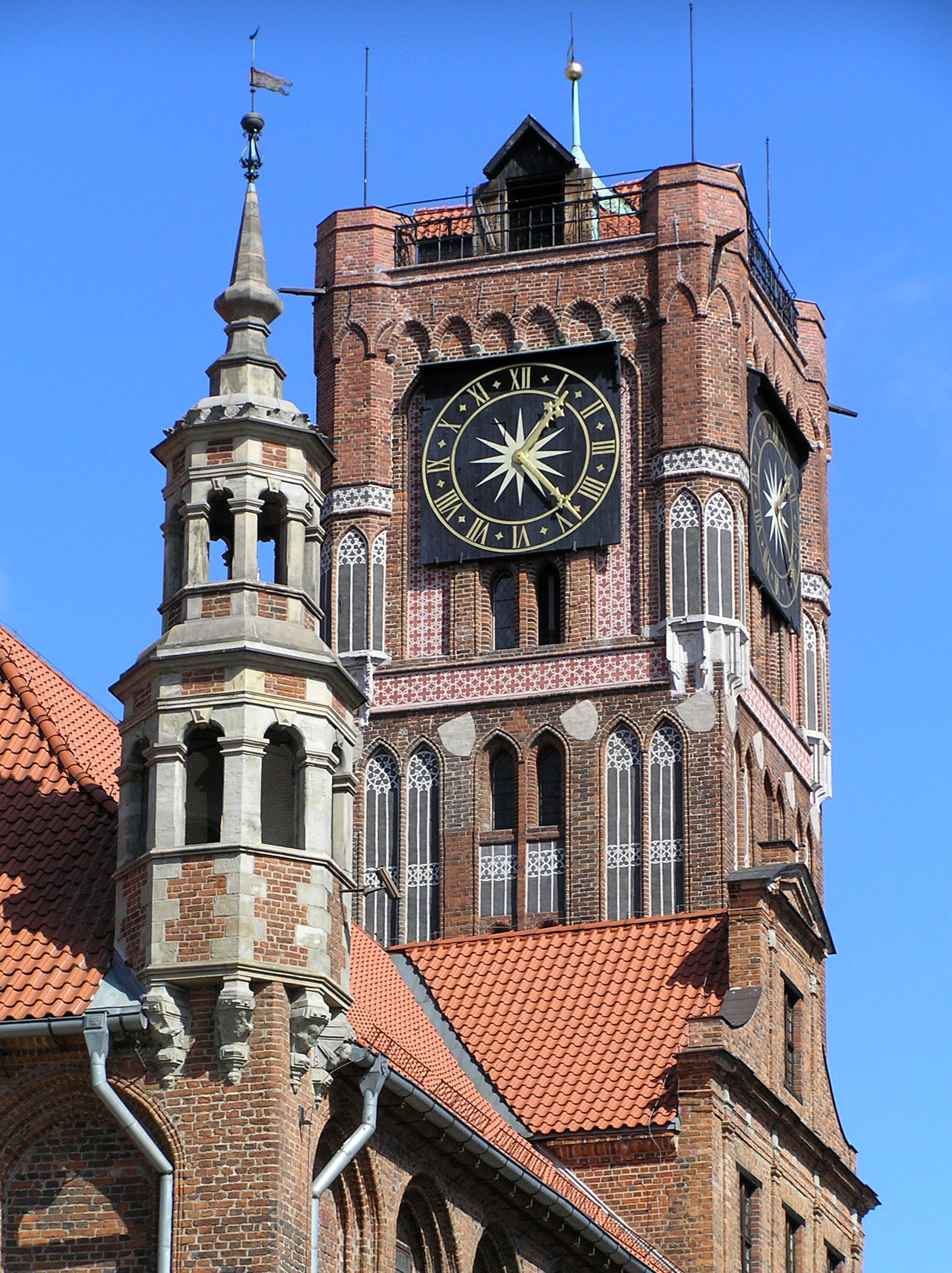
角塔

托伦老城市政厅（Ratusz Staromiejski）是波兰城市托伦老城区主要的世俗建筑，哥特式风格，分阶段建于13和14世纪，17世纪重建，18世纪被摧毁后再度重建。托伦老城市政厅是中欧中世纪建筑最重要的实例之一。
目前，托伦老城市政厅开辟为博物馆，收藏有晚期哥特式和哥特式艺术藏品。 